# Can Conillo
Can Conillo fou una masia del poble de Riells del Fai, en el terme municipal de Bigues i Riells, al Vallès Oriental.
Estava situada a migdia de la masia de Can Mimeri, a llevant de l'actual urbanització dels Boscos de Riells i a la dreta del torrent de Can Pagès.